# Pawieł Mielkomian
Pawieł Mielkomian, ros. Павел Мелкомян (ur. 12 lipca 1980 w Moskwie) – rosyjski bokser. W 2003 roku stoczył walkę o pas interkontynetalny wagi junior ciężkiej WBA z Krzysztofem Włodarczykiem, walkę wygrał w 5 rundzie. Bokser mierzy 187 cm wzrostu.